# Birute Galdikas
Birutė Marija Filomena Galdikas-Brindamour, lit. Birutė Marija Filomena Galdikaitė-Brindamour (ur. 10 maja 1946 w Wiesbaden) – badaczka kanadyjska pochodzenia litewskiego, specjalistka w dziedzinie prymatologii.

## Życiorys
W 1964 rozpoczęła studia na Uniwersytecie Kalifornijskim w Los Angeles (UCLA), gdzie w 1969 uzyskała magisterium z dziedziny antropologii. Tam poznała angielskiego antropologa i paleontologa Louisa Leakeya.
Początkowo Leakey, który patronował już projektom badawczym Jane Goodall i Dian Fossey, nie był zainteresowany badaniem orangutanów, ale po trzech latach zdecydował się wesprzeć materialnie projekt Galdikas. W 1971 przybyła wraz ze swoim ówczesnym mężem, fotografem Rodem Brindamourem, do rezerwatu Tanjung Puting na indonezyjskiej wyspie Borneo, gdzie po kilku miesiącach założyła Camp Leakey i rozpoczęła dokumentowanie życia dzikich orangutanów. Po czterech latach pracy opublikowała duży artykuł w magazynie „National Geographic”, ilustrując go fotografiami wykonanymi przez Brindamoura, i zwracając uwagę szerokiej publiczności na problemy zagrożonego gatunku. W tym celu prowadziła liczne prelekcje, starając się przede wszystkim przekonać miejscową ludność o konieczności ochrony orangutanów, zwłaszcza ich środowiska naturalnego. Wieloletnia praca badawcza została zwieńczona stopniem naukowym doktora.
W 1986 Galdikas założyła wraz ze swoim doktorantem, Garym Shapiro, Orangutan Foundation International (OFI), z siedzibą w Los Angeles i oddziałami w Australii, Indonezji i Wielkiej Brytanii. W 1996 pełniła też rolę doradcy przy indonezyjskim ministerstwie leśnictwa. W czerwcu 1997 została uhonorowana prestiżową nagrodą „Kalpataru”, najwyższym indonezyjskim odznaczeniem w dziedzinie ochrony środowiska.
Dwukrotnie była autorką artykułu okładkowego  w „National Geographic”, opublikowała szereg innych artykułów naukowych i popularnonaukowych, dwie książki, kilkakrotnie występowała w amerykańskiej telewizji. W jednym z jej filmów dokumentalnych, In the Wild, brała udział amerykańska aktorka Julia Roberts.
Birutė Galdikas jest profesorem Universitas Nasional w Dżakarcie i Simon Fraser University w Brytyjskiej Kolumbii w Kanadzie.

## Wybrane wyróżnienia
- PETA Humanitarian Award (1990)[1]
- Sierra Club Chico Mendes Award (1992)[1]
- United Nations Global 500 Award (1993)[1]
- Oficer Orderu Kanady (1995)[2]
- Kalpataru Award (1997)[2]
- Tyler Prize for Environmental Achievement (1997)[1]
- Satyalancana Pendidikan – Medal za Zasługi dla Edukacji (Indonezja, 2015)[2]